# Семёновское сельское поселение (Чувашия)
Семёновское се́льское поселе́ние (чув. Семёновски ял тӑрӑхӗ) — муниципальное образование в Порецком районе Чувашской Республики Российской Федерации.
Административный центр — село Семёновское.

## История
Статус и границы сельского поселения установлены Законом Чувашской Республики от 24 ноября 2004 года № 37 «Об установлении границ муниципальных образований Чувашской Республики и наделении их статусом городского, сельского поселения, муниципального района и городского округа»

## Население
| 2010 | 2012 | 2013 | 2014 | 2015 | 2016 | 2017 |
| ---- | ---- | ---- | ---- | ---- | ---- | ---- |
| 620  | ↗623 | ↘609 | ↘603 | ↘598 | ↘592 | ↘574 |
| 2018 | 2019 | 2020 | 2021 |      |      |      |
| ↘554 | ↘527 | ↘516 | ↘496 |      |      |      |

## Состав сельского поселения
| № | Населённый пункт | Тип населённого пункта       | Население |
| - | ---------------- | ---------------------------- | --------- |
| 1 | Вознесенское     | село                         | →157      |
| 2 | Крылово          | деревня                      | →61       |
| 3 | Милютино         | деревня                      | →38       |
| 4 | Полибино         | село                         | →67       |
| 5 | Семёновское      | село, административный центр | →297      |

## Местное самоуправление
Главой поселения является Мясников Сергей Александрович.